# Lucas Carstensen
Lucas Carstensen (Hamburgo, 16 de junio de 1994) es un ciclista profesional alemán que milita en las filas del conjunto Team Storck-Metropol Cycling.

## Palmarés
2017
- 3 etapas del Tour de Senegal
- 1 etapa del Tour de Xingtái
- GP Buchholz
- 1 etapa de la Vuelta a Túnez

2018
- 1 etapa de la Tropicale Amissa Bongo
- 1 etapa del Rás Tailteann
- 1 etapa del Tour de Hainan[1]

2019
- Gran Premio de Alanya

2020
- 1 etapa del Tour de Rumania
- 2 etapas del Tour de Tailandia

2021
- 4 etapas del Tour de Tailandia

2022
- 1 etapa del Tour de Rumania
- 1 etapa del Tour de Irán-Azerbaiyán
- GP Buchholz

2023
- 1 etapa de la New Zealand Cycle Classic
- 1 etapa del Tour de Sharjah
- 2 etapas del Tour de Irán-Azerbaiyán
- Tour de Binzhou, más 1 etapa

2024
- The Bueng Si Fai International Road Race
- 1 etapa del Tour de Tailandia

2025
- 4 etapas del Tour de Camerún